# Târgu Neamț
Târgu Neamț là một thị xã thuộc hạt Neamț, România. Dân số thời điểm năm 2002 là 20654 người.